# Хлібокачки
Хлібокачки (англ. Breadwinners) — американський мультсеріал виробництва Nickelodeon Animation Studio, що виходив з 17 лютого 2014 до 22 серпня 2016.